# Tea Falco
Teresa Falsone (Catania; 11 de agosto de 1986), más conocida como Tea Falco, es una actriz y directora de cine italiana. Sus créditos incluyen Tú y yo, Sotto una buona stella y el programa televisivo The Young Montalbano. En 2015 interpretó el papel de Beatrice Mainaghi en la serie de televisión 1992. En 2018 dirigió el cortometraje Nea: Virale y el documental Ceci n'est pas un cannolo.

## Filmografía

### Como actriz

#### Cine y televisión
- 2007 - I Viceré
- 2012 - Tú y Yo
- 2012 - Il giovane Montalbano
- 2013 - Ora o mai
- 2014 - Sotto una buona stella
- 2015 - 1992
- 2015 - La solita commedia: Inferno
- 2016 - Merry Go Round
- 2017 - 1993
- 2018 - Non uccidere
- 2018 - Noches mágicas
- 2018 - A casa tutti bene
- 2021 - Maradona, sueño bendito como Cristiana Sinagra[4]

### Como directora
- 2018 - Nea: Virale (cortometraje)
- 2018 - Ceci n'est pas un cannolo (documental)